# Comuna Pișceanka, Novomoskovsk
Pișceanka (în ucraineană Піщанка) este o comună în raionul Novomoskovsk, regiunea Dnipropetrovsk, Ucraina, formată din satele Iahidne, Novoselivka, Pișceanka (reședința) și Sokolove.

## Demografie
Componența lingvistică a satului Pișceanka
     Ucraineană (92,27%)
     Rusă (7,37%)
     Alte limbi (0,12%)
Conform recensământului din 2001, majoritatea populației satului Pișceanka era vorbitoare de ucraineană (92,27%), existând în minoritate și vorbitori de rusă (7,37%).